# Paulo (general na Itália)
Paulo (em latim: Paulus) foi um oficial bizantino do século VI, ativo durante o reinado do imperador Justiniano (r. 527–565) ativo no Reino Ostrogótico durante o conflito com o Império Bizantino.

## Vida
Paulo é citado nas fontes como duque, porém os autores da PIRT consideram que o uso não é técnico. Na primavera de 538, quando Belisário enviou mil soldados isauros e trácios sob comando de Mundilas para Mediolano, Paulo foi encarregado do subcomando dos trácios, enquanto os isauros foram comandados por Enes. Parte deste regimento foi distribuído em outros cidades e pelo fim do ano, Mundilas, Paulo e Enes são registrados em Mediolano com apenas 300 soldados. Nesse momento, os godos sob Úreas sitiaram a cidade com ajuda dos burgúndios. Quando a cidade caiu na primavera de 539, Mundilas e Paulo foram capturados e levados cativos para Ravena. Seu destino depois disso é incerto. É possível que possa ser identificado com o conde homônimo e/ou o homem ilustre homônimo, ambos ativos antes de 538.